# Elías II de Maine
Elías (en francés: Hélie o Élie) (muerto el 15 de enero de 1151) era el hijo menor de Fulco V de Anjou y su primera esposa, Eremburga († 1126), hija de Elías I de Maine. Existe un debate sobre si fue alguna vez conde de Maine.
Es posible, pero poco probable que su padre le dejara el condado de Maine, su hermano mayor, Godofredo V de Anjou fue gobernador de Anjou, Maine y Touraine. Elías se sublevó en 1145, pero fue capturado y encarcelado indefinidamente por su hermano. Juan de Marmoutier, escribiendo en la década de 1170, establece que Godofredo liberó a Elías, pero que murió de una fiebre contraída durante su encarcelamiento. Pocas fuentes medievales nombran a Elías como conde de Maine.
Se había casado con Felipa, hija de Rotrou III de Perche. Su hija, Beatriz, se casó con Juan de Alençon, con quien tuvo descendencia (condes y duques de Alençon).